# NGC 418
NGC 418 is een balkspiraalstelsel in het sterrenbeeld Beeldhouwer. Het hemelobject ligt ongeveer 254 miljoen lichtjaar van de Aarde verwijderd en werd op 28 september 1834 ontdekt door de Britse astronoom John Herschel.

## Synoniemen
- PGC 4189
- ESO 412-9
- MCG -5-4-2
- AM 0108-302
- IRAS01082-3029